# Cephalotaxus nana
Cephalotaxus nana — вид хвойних рослин з родини тисових (Taxaceae). Місцем проживання цього виду є Південно-Центральний Китай, Південно-Східний Китай, Японія, Корея.